# Bojótie (regionální jednotka)
Bojótie, Boiótie nebo Boeotie (řecky Βοιωτια, Boiótia) je regionální jednotka ve Středním Řecku o rozloze 2952 km², která se rozkládá severozápadně od poloostrova Attiky mezi Korintským zálivem a Euboiským průlivem. Je vymezena podobně jako stejnojmenné historické území. Moderní regionální jednotka je však poněkud větší a zahrnuje i část starověké Fókidy a historické Attiky, naopak k ní nepatří části Bojótie u eúbojského města Chalkis, která náleží do regionální jednotky Euboia. V roce 2011 v Bojótii žilo 117 920 obyvatel. Centrem regionální jednotky Bojótie je Livadeia. Krajina je převážně zemědělská a od západu je chráněna pohořím.

## Historický přehled
Regionální jednotka Bojótie vznikla k 1. lednu 2011 přeměnou dosavadní stejnojmenné prefektury, která měla identické hranice. Tato prefektura byla ustavena poprvé roku 1899 vyčleněním z prefektury Attika a Bojótie, později byla do ní opětovně začleněna a definitivně se Bojótie stala samostatnou prefekturou roku 1943.[zdroj?]

## Správní členění

Obce v regionální jednotce Bojótii

Regionální jednotka Bojótie se od 1. ledna 2011 člení na 6 obcí:
| číslo na mapce | Obec                      | řecky                                 | rozloha (km²) | počet obyvatel | hustota zalidnění | sídlo obce |
| -------------- | ------------------------- | ------------------------------------- | ------------- | -------------- | ----------------- | ---------- |
| 1              | Livadeia                  | Δήμος Λεβαδέων                        | 698,79        | 31 315         | 44,81             | Livadeia   |
| 2              | Aliartos                  | Δήμος Αλιάρτου                        | 256,89        | 10 887         | 42,38             | Aliartos   |
| 3              | Distomo-Arachova-Antikyra | Δήμος Διστόμου - Αράχοβας - Αντίκυρας | 292,70        | 8 118          | 27,38             | Distomo    |
| 4              | Théby                     | Δήμος Θηβαίων                         | 822,92        | 36 477         | 44,33             | Théby      |
| 5              | Orchomenos                | Δήμος Ορχομενού                       | 436,41        | 11 621         | 26,63             | Orchomenos |
| 6              | Tanagra                   | Δήμος Τανάγρας                        | 554,01        | 19 432         | 35,08             | Schimatari |